# Cephalodynerus platycerus
Cephalodynerus platycerus är en stekelart som först beskrevs av Richard Mitchell Bohart 1942.  Cephalodynerus platycerus ingår i släktet Cephalodynerus och familjen Eumenidae. Inga underarter finns listade.